# Michel Joelsas
Michel Joelsas (São Paulo, 18 de março de 1995) é um ator brasileiro. Ficou conhecido por protagonizar, aos 10 anos de idade,  o filme O Ano em Que Meus Pais Saíram de Férias em 2006.

## Biografia e carreira
Michel Joelsas começou sua carreira em 2006, interpretando o pequeno Mauro no drama O Ano em Que Meus Pais Saíram de Férias, para esse papel Joelsas recebeu uma indicação na 29ª edição do Young Artist Awards na categoria de Melhor Performance em Filmes Estrangeiros. No ano seguinte, protagonizou o curta-metragem Ópera do Mallandro.
Em 2011, foi um dos protagonistas de Julie e os Fantasmas, série produzida em parceria da Nickelodeon com a Band. Em 2014, foi contratado pela Rede Globo para interpretar Henrique, na 22ª temporada da telenovela Malhação. Em 2015, deu vida a Fabinho no drama premiado em Berlim Que Horas Ela Volta?. Em agosto de 2016 foi escalado para ser o protagonista de Manual para se Defender de Aliens, Ninjas e Zumbis, uma telessérie sobre alienígenas da Warner.
Na época do colegial, Michel Joelsas viajou para Israel e Nova Zelândia em um passeio da instituição. Em uma entrevista feita em 2009, disse que se esforçou para conseguir o papel em O Ano em que Meus Pais Saíram de Férias após conseguir passar no primeiro teste, do qual foi um dos selecionados de outros mil garotos, e que estava interessado em ser diretor de fotografia, além da carreira como ator. Mais tarde, revelou que o destaque como ator mirim não atrapalhou sua infância por interferência de seus pais.
Além de ter participado de um campeonato de natação na Austrália, Joelsas começou a praticar esportes como handbol, muay thai, boxe e futebol. Joelsas estava fazendo provas para Fuvest para cursar administração na época da produção de Que Horas Ela Volta?
Após um ano estudando administração, Michel Joelsas trancou o curso por um tempo alegando que não era o que esperava e que queria escrever e dirigir para o cinema.

## Vida pessoal
Sobre religião, Joelsas disse em 2007: "[M]eu pai é ortodoxo, minha mãe liberal. Pratico bastante todas as tradições e festividades. Na sexta é o dia de descanso e eu descanso do meu jeito. O meu personagem não era judeu e ele tinha dúvidas. Eu achei importante eu já saber as tradições da comunidade judaica."

## Filmografia

### Televisão
| Ano       | Título                                             | Personagem                    | Nota         | Ref.   |
| --------- | -------------------------------------------------- | ----------------------------- | ------------ | ------ |
| 2008–2010 | Alice                                              | Álvaro                        |              |        |
| 2009      | Maysa: Quando Fala o Coração                       | Jayme Monjardim               |              |        |
| 2011–2012 | Julie e os Fantasmas                               | Nicolas                       |              |        |
| 2014      | Malhação: Sonhos                                   | Henrique Heideguer (Paulista) | Temporada 22 |        |
| 2017      | Manual para se Defender de Aliens, Ninjas e Zumbis | Sput                          |              |        |
| 2018–2019 | Rotas do Ódio                                      | Pedro Nabuco (Dimenor)        |              |        |
| 2020      | Boca a Boca                                        | Francisco Malta (Chico)       |              | [ 10 ] |
| 2023      | Fuzuê                                              | Francisco de Braga e Silva    |              |        |
| 2023      | Últimas Férias                                     | Eric Sertá Bittencourt        |              | [ 11 ] |

### Cinema
| Ano  | Título                                  | Personagem | Notas          | Ref.   |
| ---- | --------------------------------------- | ---------- | -------------- | ------ |
| 2006 | O Ano em Que Meus Pais Saíram de Férias | Mauro      |                |        |
| 2007 | Ópera do Mallandro                      | Chico      | Curta-metragem | [ 12 ] |
| 2010 | A Suprema Felicidade                    | Paulo      |                |        |
| 2015 | Que Horas Ela Volta?                    | Fabinho    |                |        |
| 2017 | Eu Fico Loko                            | Mauro      |                | [ 13 ] |
| 2019 | Ardentia                                | Luiz       | Curta-metragem | [ 14 ] |
| 2021 | O Cão Silencioso                        | Ariel      | Curta-metragem |        |
| 2023 | Um Ano Inesquecível - Inverno           | Benjamin   |                | [ 15 ] |
| 2024 | 13 Sentimentos                          | Vitor      |                | [ 16 ] |
| 2024 | Meu Casulo de Drywall                   | Nicolas    |                | [ 17 ] |

## Teatro
| Ano  | Título                 | Direção      | Ref.   |
| ---- | ---------------------- | ------------ | ------ |
| 2015 | Zero de Conduta        | Zeno Wilde   | [ 18 ] |
| 2024 | Aqui 1.000.000.000.000 | Elisa Othake | [ 19 ] |

## Prêmios e indicações
| Ano  | Prêmio                             | Indicação                                 | Trabalho                                | Resultado | Ref.   |
| ---- | ---------------------------------- | ----------------------------------------- | --------------------------------------- | --------- | ------ |
| 2007 | Prêmio ACIE de Cinema              | Melhor Ator                               | O Ano em Que Meus Pais Saíram de Férias | Indicado  | [ 20 ] |
| 2007 | Prêmio Contigo! de Cinema Nacional | Melhor Ator                               | O Ano em Que Meus Pais Saíram de Férias | Indicado  | [ 21 ] |
| 2007 | Prêmio Arte Qualidade Brasil       | Melhor Ator Revelação                     | O Ano em Que Meus Pais Saíram de Férias | Indicado  | [ 22 ] |
| 2008 | Young Artist Awards                | Melhor Performance em Filmes Estrangeiros | O Ano em Que Meus Pais Saíram de Férias | Indicado  | [ 23 ] |
| 2021 | Séries em Cena Awards              | Melhor Ator em Série Adolescente          | Boca a Boca                             | Indicado  | [ 24 ] |
| 2023 | Melhores do Ano - Duh Secco        | Ator Revelação                            | Fuzuê                                   | Pendente  | [ 25 ] |